# Thamnochortus sporadicus
Thamnochortus sporadicus är en gräsväxtart som beskrevs av Neville Stuart Pillans. Thamnochortus sporadicus ingår i släktet Thamnochortus och familjen Restionaceae. Inga underarter finns listade i Catalogue of Life.